# 郁庠
郁庠（1440年—？），字從周，直隸河間府景州人，民籍。明朝政治人物。進士出身。

## 生平
順天府鄉試第六名。成化五年（1469年）乙丑科會試第一百八十名，殿試登進士第二甲第二十五名。

## 家族
曾祖郁仲賢。祖父郁貴。父亲郁新。